# Goa
Goa là một tiểu bang của Ấn Độ nằm ở vùng duyên hải Konkan tại miền Tây Ấn Độ. Goa tiếp giáp Maharashtra về phía bắc và Karnataka về phía đông và nam; phía tây là biển Ả Rập tây. Đây là tiểu bang nhỏ nhất về diện tích. Về dân số thì Goa tiểu bang ít dân thứ tư. Goa có GDP bình quân đầu người cao nhất trong tất cả các bang, cao gấp hai lần rưỡi so với trung bình toàn quốc.
Sử sách tiếng Việt trước thế kỷ 20 gọi đây là Cô Á.
Panaji là thủ phủ của Goa, còn Vasco da Gama là thành phố lớn nhất. Thành phố lịch sử Margao vẫn còn lưu lại nhiều nét kiến trúc của người Bồ Đào Nha. Người Bồ đặt chân đến đây vào thế kỷ 16 lập thương cuộc nhưng rồi không lâu sau đó chiếm đoạt đát này làm thuộc địa kéo dài 450 năm, cho đến năm 1961 thì Ấn Độ tái chiếm và sáp nhập.
Goa là địa danh du lịch quan trọng của Ấn Độ, hằng năm đón nhiều du khách quốc tế lẫn quốc nội. Thắng cảnh chính là bãi biển cát vàng cùng những đền đài và kiến trúc của người Bồ ở Velha Goa. Nơi này còn có hệ động thực vật phong phú đa dạng, do vị trí nằm trên dãy Tây Ghat.